# Charles Dessigny
Pour les articles homonymes, voir Dessigny.
Charles Martial Joseph Dessigny, né le 28 octobre 1861 à Oulchy-le-Château, mort le 25 août 1928 à Braine, est un militaire français.
Dessigny a accompli la plus grande partie de sa carrière militaire en Algérie et au Maroc dans les services des affaires indigènes et des renseignements. Il est connu pour être le premier organisateur des services municipaux de Casablanca, au début de l'occupation de la ville.
Détenteur de la croix de guerre française, belge et italienne, il a commandé le 138e régiment d'infanterie pendant deux ans et demi, lors de la première guerre mondiale.

## Biographie

### Naissance et formation
Charles Dessigny est un enfant naturel reconnu, fils de Marie Joséphine Dessigny, âgée de 19 ans lors de son accouchement. Charles demeurait avec sa mère chez son grand père maternel, Louis Amand Dessigny, jardinier couvreur,. Charles travailla comme jardinier et s'engagea dans l'armée en 1881.
En 1882, Charles devient soldat au 74e régiment d'infanterie. Il gravit les échelons jusqu'au grade d'adjudant en 1886, et intégre l'école militaire d'infanterie de Saint-Maixent en 1887. Il devient officier en 1888, en se classant vingtième d'une promotion de 431 élèves.

### Affectation en Algérie
Sous-lieutenant depuis mars 1888, lieutenant en juillet 1891 au 162e régiment d'infanterie, il est admis dans le service des affaires indigènes en Algérie en 1893 après son stage au bureau arabe de Ghardaïa (province d’Alger) . Il est nommé en 1893 adjoint de 2e classe, puis de 1re classe en 1895, au bureau arabe de Lalla Maghnia, à la section des affaires indigènes de l'état major de la division d'Oran.
Promu au grade de capitaine en novembre 1898, Charles Dessigny est nommé chef de bureau arabe à Touggourt (division de Constantine) en mai 1900 puis à Aïn Sefra, le 11 novembre,. Il devient chef d'annexe à Ain sefra à compter du 22 avril 1904.

### Catastrophe d’Aïn Sefra
Le village d'Aïn Sefra est inondé au matin du 21 octobre 1904. Le capitaine Dessigny joue un rôle important dans l'opération de sauvetage de la garnison française ; elle a limité le nombre de victimes à une vingtaine, arabes et européens confondus, dont Isabelle Eberhardt. Après cette catastrophe, le gouverneur général Jonnart donne toute liberté au capitaine Dessigny pour rebâtir le bourg ; cette tâche est réalisée en huit mois sur une partie haute, auprès de la gare. Dessigny y crée en même temps un parc planté de peupliers et de frênes. Il a détourné l'oued pour éviter une autre crue, et entame, en 1905, la construction d'une nouvelle salle de classe dans le groupe scolaire européen d'Aïn Sefra ; il la fournit en matériel et mobilier scolaire nécessaire. Le général Lyautey commandait alors la subdivision du Sud.

### Contributions à la science
Le capitaine Dessigny avait découvert, en compagnie du comte Jean de Kergorlay, un tumulus aux environs d'Aïn Sefra ; il y  fait des fouilles, avec l'aide de E.F Gautier. Il écrit quelques notices sur les monuments funéraires de la région d'Aïn Sefra ; elle ont contribué à faire connaitre ces sépultures aux archéologues, anthropologues et ethnologues de l'époque, à savoir : le professeur E.T Hamyet Salomon Reinach. Dessigny a fouillé plus d'une soixantaine de tombeaux dans la région du sud oranais (Ain Sefra, Beni Ounif et Moghrar Tahtani) et repéré plusieurs produits de fouilles en collaboration avec Gautier. Des colliers en rondelles d'œufs d'autruche provenant d'Aïn Sefra et de Beni Ounif ont été offerts par Gautier et Dessigny au muséum national d'histoire naturelle.
Au Maroc, le commandant Dessigny a également récolté des bifaces et des galets aménagés, aux environs de Casablanca, qui seront conservés au musée de l'homme.
En 1901, Dessigny assista le botaniste suisse Hochreutiner lors de ses recherches sur une plante toxique du Moghrar appartenant a l’espèce Perralderia. Il a remis au botaniste quelques spécimens de cette plante qui empoisonnait les chameaux, selon le caïd du Moghrar Tahtani. Hochreutiner dédia la plante à Dessigny en l'appelant Perralderia Dessignayana,.

### Administration de Casablanca
Après les événements de Casablanca, le capitaine Dessigny fut désigné par le général Lyautey pour rejoindre les troupes débarquées en ville, après huit ans dans le sud algérien. Il est capitaine au 7e régiment d'infanterie et chef de bureau du service des renseignements, affecté au Maroc. Il dirige les services municipaux de Casablanca, de juillet 1908 jusqu'à mars 1913, relève le commandant Mangin, et s'applique à garantir la sécurité et l'hygiène publique, en réorganisant administrativement la ville.
Dessigny améliore l'ancienne comptabilité du Makhzen et parvient, en 1909, à administrer un budget annuel de 300 000 pesetas hassani (180 000 francs) par les droits de marché, de portes, des abattoirs, d'amendes, etc..
Les dépenses étaient principalement constituées par la rémunération des fonctionnaires marocains (Caïd, Khalifa, Amin el mostafad) et du personnel de la police, ainsi que les travaux et services d'utilité publique. Parmi les prestations entreprises sous son commandement, on trouve:
- Le nettoyage et l'éclairage des rues et places ;
- Le percement d'une seconde porte à Bab-Es-Souk ;
- La rectification de la porte Bab Marrakech ;
- La création de baraques pour les marchands de denrées du Souk ;
- La réfection des égouts ;
- Le pavage de la voirie urbaine ;
- La création d'un jardin publique près de Sour Jdid ;
- La création d'une carte sanitaire et la visite médicale obligatoire[22] ;
- L’aménagement des abattoirs[22];
- La création d'une pépinière, où Dessigny effectua un essai de culture de coton en 1911 à partir de graines venant des antilles (Porto Rico) et d'Azemmour[25];
- Édification de la tour de l'horloge au sommet d'une des tours de la muraille[22].

Lors de la fête nationale de 1909, Dessigny, représentant le général Moinier, absent pour cause de force majeure, prononça un discours où il demanda de lever un verre « ...à la prospérité de la colonie française de Casablanca et de toute la Chaouia. ».
La tour d'horloge, construite en 1909 à l'inititative de Dessigny, fut le symbole du nouvel ordre de la ville.
En 1910, Dessigny est promu chef de bataillon (commandant) au 80e régiment d'infanterie, et au 133e en 1911.

### Grande guerre
En 1913, le commandant Dessigny est remis à la disposition de son arme ; il passe au 3e tirailleurs algériens. Il a reçu un témoignage de satisfaction et des remerciements de la part du ministre des affaires étrangères Jonnart et du résident général Lyautey pour son organisation des services municipaux de la ville de Casablanca. Le 21 novembre 1913, il passe au 138e régiment d'infanterie, qu'il rejoint au casernement de Bellac en décembre 1913 ; à partir d’août 1914, il prend part à la grande guerre contre l’Allemagne sur le front de l'ouest (Ardennes, Marne, Champagne , Lorraine, Artois, Verdun, Aisne et la Somme) et le front italien (Piave).
Commandant le premier bataillon, Dessigny se distingue lors de la prise du fort de la Pompelle, le 24 septembre 1914, après la victoire de la marne.
Il est promu lieutenant-colonel en septembre 1915 et prend le commandement du régiment, du 28 septembre 1915 au 4 avril 1918. Pendant huit mois, il le mène dans la Somme et en Champagne, ainsi que durant l'offensive dans le secteur de Piave.

### Après-guerre
Il est admis à prendre sa retraite de l'armée active en juin 1918, mais il est maintenu en service en tant qu'officier de complément au 12e corps d’armée. Il commande le centre d'infanterie divisionnaire 23 à Bellac (haute-vienne) où il demeure au 26 avenue de la gare. Il est désigné président d'honneur des anciens combattants de Bellac en 1920. En 1924, il est promu au grade de colonel.
Il meurt chez lui, à Braine (à 20 km de sa ville natale), le matin du 25 août 1928 à l'âge de 66 ans. Il était célibataire.

## Récompenses et décorations
- Officier du Nichan Iftikhar (1900)[2]
- Chevalier de la Légion d'honneur (1901)[37]
- Chevalier de l'ordre du Mérite agricole (1902) pour services rendus à l'agriculture en Algérie[38]
- Médaille d'or de 2e classe pour sa distinction lors du désastre de Aïn Sefra (1904)[39]
- Officier de l'ordre des Palmes académiques (1905)[40]
- Officier de l'ordre de l'Étoile noire (1909)[41]
- Médaille d'argent remise par la société de géographie d'Alger (1909)[42]
- Médaille commémorative du Maroc: Agrafe Casablanca (1909)[2]
- Commandeur du Ouissam ou Nichan hafidien (1912)[2]
- Officier de la Légion d'honneur (1913)[43]
- Médaille d'argent pour sa distinction durant les différents épidémies qui ont sévi sur l'armée (1913)[2],[44]
- Médaille d'argent en tant que l'un des collaborateurs de la section marocaine à l'exposition universelle de Gand (1913)[45]
- Commandeur de la Légion d'honneur (1920)[2]
- Officier de l'ordre du Mérite agricole (1912)[2]
- Médaille commémorative du Maroc: Agrafe Maroc (1913)[2]
- Croix de guerre 1914-1918 (1914)[2]

## Publications
- Casablanca : Notice économique et administrative (1911)[46]
- Notice sur quelques monuments de la région d'Ain-Sefra (1908)[47]